# Чемерис, Владимир Владимирович
Владимир Владимирович Чемерис (укр. Володимир Володимирович Чемерис; 19 октября 1962, Конотоп) — украинский общественный и политический деятель, правозащитник. Член правления Института экономико-социальных проблем «Республика», бывший член правления Украинского Хельсинкского Союза, участник студенческой голодовки («революции на граните») в 1990 году, приведшей к отставке Виталия Масола, сокоординатор акций «Украина без Кучмы» в 2000—2001 годах.

## Биография
Владимир Чемерис родился в Конотопе Сумской области. В 1979 году после киевской физико-математической школы поступил на физический факультет Киевского государственного университета (кафедра ядерной физики). В 1982 году за диссидентскую деятельность был исключён из комсомола и университета. Работал грузчиком, формовщиком, отслужил в армии. В 1986 году восстановился на 3-й курс КГУ. В 1989 году был одним из организаторов студенческого общества «Громада». В том же году вторично был исключён из университета (с 5, последнего курса). Восстановился на 5-й курс университета в 1990 году.
В конце 1990 года был одним из организаторов студенческих протестов («революции на граните»), приведших к отставке председателя Совета министров УССР Виталия Масола. В этом же году окончил университет (кафедра теории ядра и элементарных частиц). Впоследствии продолжил обучение в аспирантуре Института теоретической физики АН Украины.
В 1991—1993 годах занимает должность председателя Союза украинского студенчества.
В 1994—1998 годах был депутатом Киевского городского совета и народным депутатом Украины от Франковского округа города Львова. Автор законопроекта «О статусе столицы Украины — города Киева» (одобрен Верховной Радой Украины в феврале 1998 года, применено вето президента).
С 1996 года основатель и председатель правления леволиберальной общественной организации Институт «Республика».
В 2000 году стал сокоординатором акций протеста «Украина без Кучмы» и вошел во Фронт национального спасения, объединивший представителей разнородной оппозиции режиму Леонида Кучмы. Принимал непосредственное участие в акциях, в результате стычек с милицией 9 марта 2001 года был госпитализирован с травмой черепа.
На президентских выборах 2004 года отказался поддерживать Виктора Ющенко и призвал голосовать против обоих кандидатов.
Активный участник кампании, требующей от правительства США признания вины и выплаты компенсации семье убитого в ходе войны в Ираке огнём американского танка украинского журналиста Тараса Процюка.
Участвует в выступлениях против наступления на гражданские свободы на Украине, в частности, против предлагаемого законопроекта 2450, серьёзно урезающего право мирных собраний граждан. Разработчик проекта закона «О свободе мирных собраний».
В настоящее время[когда?] — член правления Института «Республика», беспартийный. Несмотря на своё прошлое членство в правоцентристской Украинской республиканской партии, склоняется к идеям новых левых. Живёт в Киеве.
В июле 2022 года, после вторжения России, Чемериса, по его словам, СБУ допросила его и объявила ему «официальное предупреждение» о его «позиции, которая сопровождается критикой деятельности украинской власти во время полномасштабной агрессии Российской Федерации», а кроме того, провела обыск, конфисковав телефон и компьютер. После этого Чемерис получил статус свидетеля по делу Telegram-канала «Репрессии в Украине» по статье 436-2 Уголовного кодекса «Оправдание, признание правомерным, отрицание вооруженной агрессии Российской Федерации против Украины». По словам Чемерис, СБУ считает его причастным к каналу, однако не имеет доказательств, поэтому он проходит по делу свидетелем.